# Aeropuerto Internacional Mohamed Boudiaf

El Aeropuerto Internacional Constantine Mohamed Boudiaf (código IATA: CZL código OACI: DABC), construido en 1943 para el ejército estadounidense, es un aeropuerto argelino, situado en la ciudad de Constantina, a 12 km al sur de la ciudad.
El aeropuerto de Constantina es un aeropuerto civil internacional que da servicio a la ciudad de Constantina, la tercera ciudad de Argelia, y a su región (wilayas de Constantina, Skikda, Guelma, Oum-El-Bouaghi y Mila).
El aeropuerto está gestionado por el EGSA Constantine.

## Historia
El aeropuerto de Constantina, llamado "Mohamed Boudiaf" en honor al antiguo jefe de Estado argelino, es un aeropuerto civil internacional, situado en la meseta de Ain El Bey, a 12 km del centro de Constantina.
Se construyó en 1943 durante la Segunda Guerra Mundial para las necesidades del ejército americano, de hecho, este aeropuerto fue una base de apoyo para los aviones de la Fuerza Aérea de los Estados Unidos en el norte de África. Desde entonces, ha sido objeto de diversos desarrollos y ampliaciones, como la apertura a los vuelos comerciales nacionales, internacionales y chárter.

## Pistas de aterrizaje
El aeropuerto tiene dos pistas. El primero, de hormigón bituminoso, tiene 3.000 m de longitud; el segundo, de asfalto, 2.400 m.

## Terminal
El aeropuerto cuenta actualmente con 2 terminales. El edificio de la terminal principal tiene una capacidad de 1,2 millones de pasajeros y entró en funcionamiento en junio de 2013. Tiene una superficie de 16 200 m² y cuenta con 2 niveles.
La antigua terminal internacional, con capacidad para 700 000 pasajeros, se renovará y modernizará para acoger vuelos nacionales, vuelos chárter y vuelos de peregrinación.

## Acceda
El aeropuerto de Constantina es accesible en autobús, taxi y tranvía hasta la ciudad de Zouaghi.
Pronto, el aeropuerto estará conectado directamente por el tranvía de Constantina.

## Aerolíneas y destinos
| Aerolíneas                | Destinos |
| ------------------------- | --- |
| Argelia: Air Algérie      | - Adrar/Touat, - Argel-H. Boumédiène, - Basilea/Mulhouse/Fribourg, - Béchar, - Gardaya - Hassi Messaoud - Estambul, - Lille Lesquin, - Lyon-Saint-Exupéry, - Marsella-Provenza, - Metz-Nancy - Niza - Orán - A. Ben Bella, - Uargla, - París-Charles de Gaulle, - París-Orly, - Tamanrasset, - Tinduf - Toulouse-Blagnac |
| Argelia: Tassili Airlines | - Argel-H. Boumédiène, - Hassi Messaoud, - Estrasburgo |
| Bélgica: TUI fly Belgium  | Charleroi |
| Francia: Transavia France | - Lyon-Saint-Exupéry, - Montpellier-Méditerranée, - París-Orly |
| Túnez: Tunisair           | Túnez-Carthage |
| Turquía: Turkish Airlines | Estambul |
| Arabia Saudita: Saudia    | Yeda - Rey-Abdulaziz |

## Estadísticas
Ver fuente y consulta Wikidata.